# Баранов, Роман Геннадьевич
Роман Геннадьевич Баранов (род. 25 июня 1973, Казань) — советский, российский хоккеист, нападающий.

## Биография
Воспитанник СК им. Урицкого (Казань). Играл за команды «Нефтяник» Альметьевск (1990/91, 1991/92, 2003/04 — 2006/07), «Итиль» / «Ак Барс» (1990/91 — 198/99), «Тан» (1992/93), «Нефтехимик» (1999/2000 — 2002/03), «Нефтяник» Лениногорск (2007/08), «Ариада-Акпарс» Волжск (2007/08 — 2008/09).
Чемпион России 1997/98.
Занимался бизнесом, был капитаном в любительском клубе «Динамо-МВД» (Казань).